# 克林奇菲爾德 (喬治亞州)
克林奇菲爾德（英語：Clinchfield）是位於美國喬治亞州休斯敦縣的一個非建制地區。該地的面積和人口皆未知。

## 地理
克林奇菲爾德的座標為32°24′49″N 83°38′18″W / 32.41361°N 83.63833°W，而該地的平均海拔高度為80米（即259英尺）。